# Watorowo
Watorowo – wieś w Polsce położona w województwie kujawsko-pomorskim, w powiecie chełmińskim, w gminie Kijewo Królewskie.

## Podział administracyjny
W latach 1939–1945 położona była w okręgu Rzeszy Gdańsk-Prusy Zachodnie, w rejencji bydgoskiej (Regierungsbezirk Bromberg), w powiecie Chełmno (Kreis Kulm).
W latach 1975–1998 miejscowość administracyjnie należała do województwa toruńskiego.

## Demografia
Według Narodowego Spisu Powszechnego (III 2011 r.) wieś liczyła 200 mieszkańców. Jest dziesiątą co do wielkości miejscowością gminy Kijewo Królewskie.

## Zabytki i historia
Według rejestru zabytków NID na listę zabytków wpisane są:
- schron piechoty UR-1 w zespole twierdzy Chełmno, przed 1910, nr rej.: A/1511/ z 14.02.1980
- schron amunicyjny M-2, po 1914, nr rej.: j.w.

W latach 1939 - 1942 nazwą wsi było Waltersdorf, lecz po przeprowadzonej zamianie nazw miejscowości w Okręgu Rzeszy Gdańsk-Prusy Zachodnie, w latach 1942 - 1945 nazywała się Waltersdorf, Kreis Kulm (Weichsel). Pod okupacją niemiecką miejscowość ta posiadała statu wieś.

## Lądowisko
We wsi funkcjonuje lądowisko należące do zakładu Adriana SA.